# 表型差异

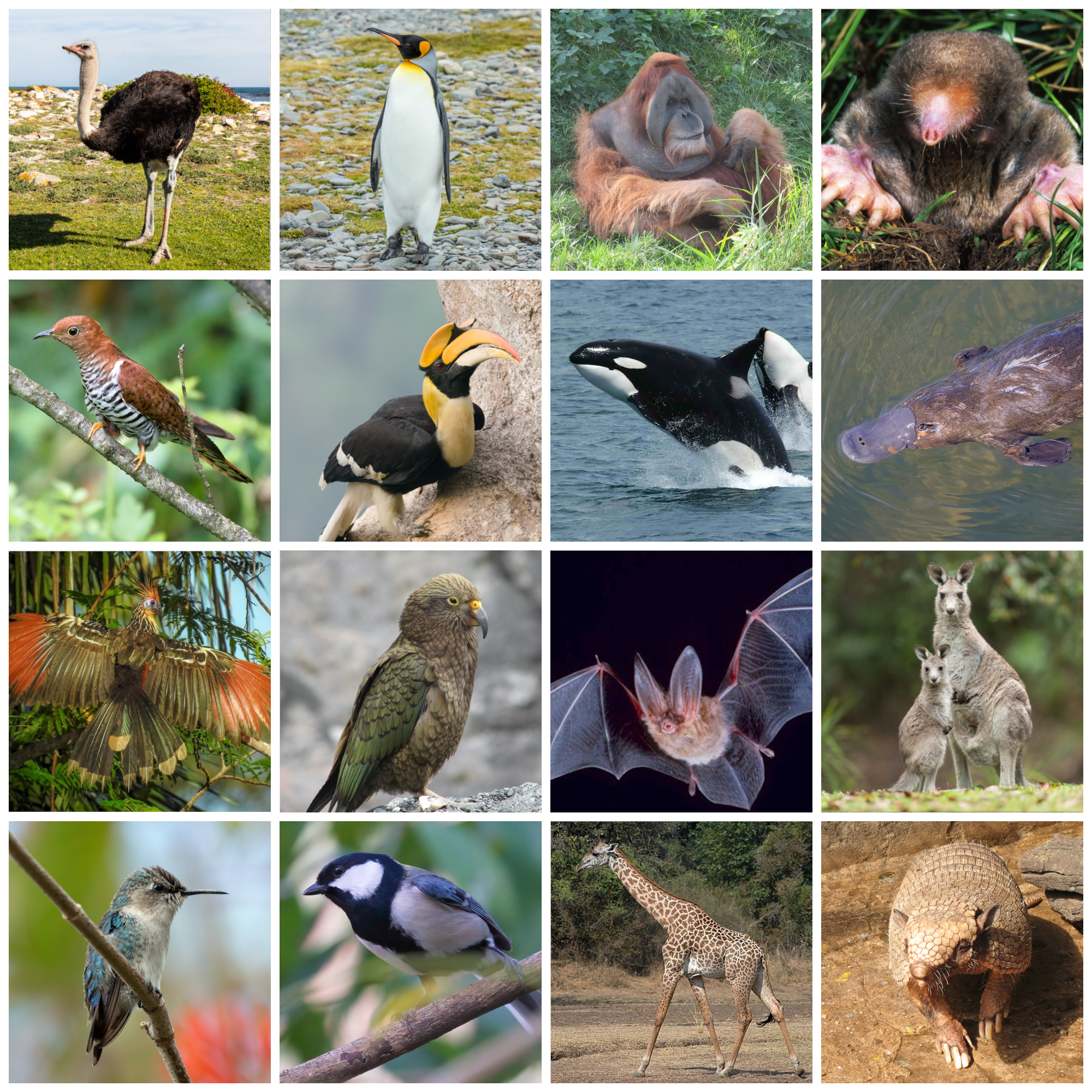
鸟类与哺乳动物的比较。鸟类包含更多的物种数量，但是哺乳动物在形态上更为多样化。

表型差异指的是可观察的特征在生物群体中存在的变异，也称为形态差异（英语：或）或形态多样性（英语：或），有时简称为差异。这个概念起源于古生物学界，后被引入现生生物的研究中。一些生物学家认为形态多样性是生物多样性的重要方面，也有生物学家认为二者是不同的概念。

## 历史
早在这一概念正式出现之前，就已经有生物学家在关注表型差异了。道格拉斯·欧文认为，乔治·居维叶将表型差异用作了动物分类的标准，自此开始，表型差异就已经成为了生物体生物学的核心。然而，在定量衡量表型差异的方法发展出来之前，在林奈氏分类体系内部的表型差异长期被质疑是不自然的。
这个概念在1980年代正式被提出，以探索解剖学、功能和生态变异的进化模式。它起源于于古生物学家对动物體型呈現的进化起源的研究，以及比较发育生物学家为这些體型呈現的起源提供因果解释的工作。1989年，史蒂芬·杰伊·古尔德出版了《奇妙的生命》，其中他介绍了中寒武统伯吉斯页岩的化石，认为这里的古代节肢动物的形态差异比所有现存节肢动物的要更大。这一概念后来被引入到现存生物的研究中。
表型差异最初被认为是生物多样性的一个重要方面，被称为“形态多样性”。后来也被称为“形态差异”、“表型差异”或“差异”，并被一些生物学家认为是与生物多样性不同的概念。

## 概述
从狭义上讲，当前广泛接受的“生物多样性”指的是分类学多样性，即物种的丰富度。然而，有些类群包含很多物种，但所有这些物种的形态特征都非常相似；有些类群的物种很少却形态迥异。例如，鸟类的物种数量大约有哺乳类的两倍之多，说明鸟类的物种丰富度更高，但是鸟类在形态学、繁殖和发育生物学上相当一致。即使考虑到平胸总目和企鹅等相对而言不同的类群，鸟类的体型呈现范围依然相当狭窄，而哺乳动物则有猿、犰狳、蝙蝠、长颈鹿、有袋类、鼹鼠、鸭嘴兽、鲸等形态上非常丰富的类群，每一类都有自己独特的形态特征。这意味着，仅用物种丰富度来衡量生物多样性有失全面。
表型差异被定义为群体内部的表型差异程度。这里的“群体”一般指的是生物分类学上的群体，包括物种或高级分类单元。而有一些生物学家则认为这个概念也可以应用于其它的“群体”，例如性别、年龄、变型以及真社会性生物的社会分工等。
在演化历史中，表型差异的演化速率并不是固定的，而且与物种丰富度无关。表型差异的发展模式主要有两种，有些类群在演化历史的早期就产生了很高的差异性，称为“早期差异”（英語：early-disparity），而另一些类群在这一过程中花了更长的时间，称为“晚期差异”（英語：later-disparity）。“早期差异”可能是由于该类群的物种快速地探索新栖息地或占领和利用新的生态位。而“晚期差异”的类群则较慢地发展出新的形态类型。

## 差异的衡量

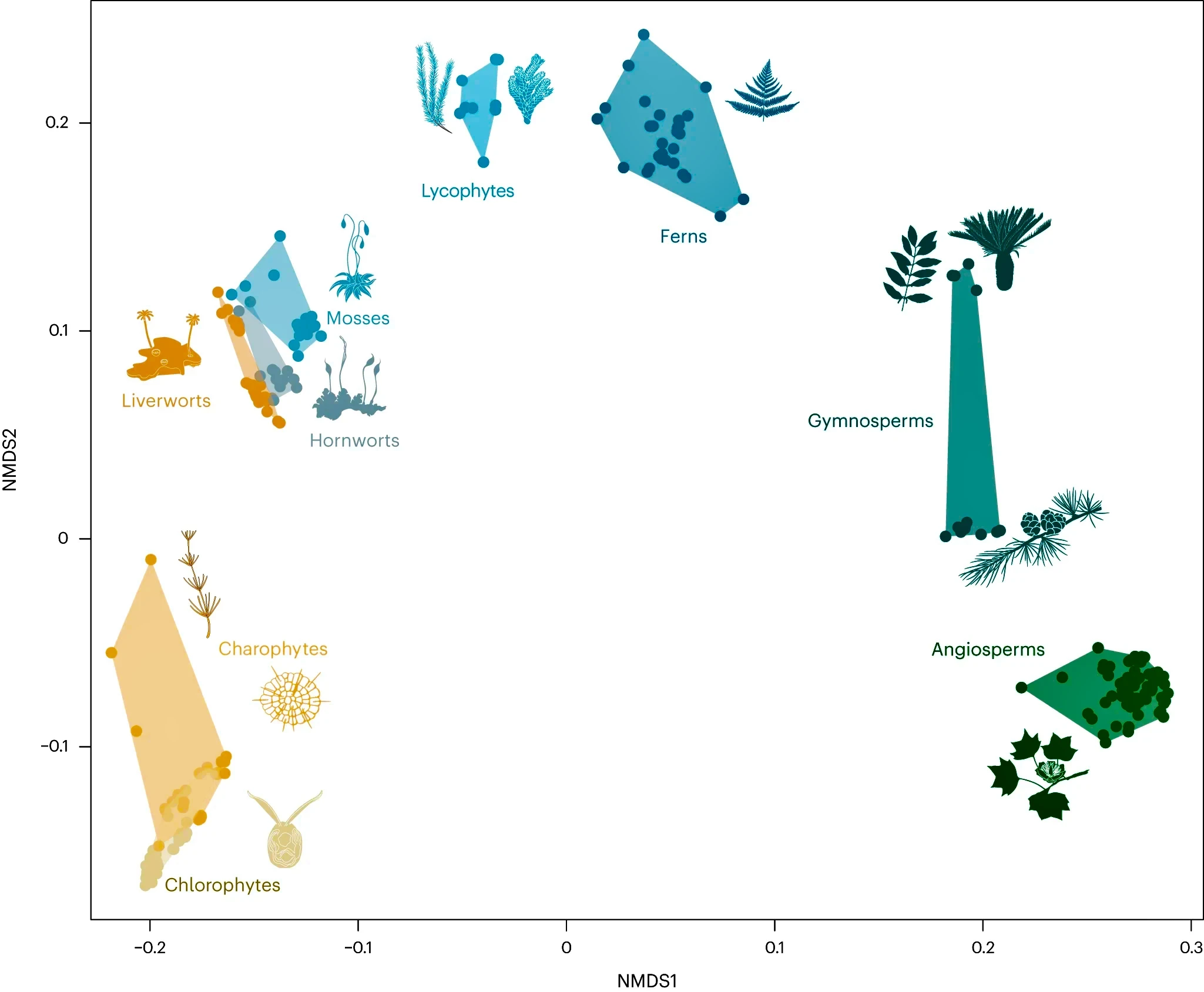
图示植物界的形态空间。图中的阴影面积越大，表示相应类群的形态差异也越大。

在概念产生的初期，学界在表型差异的衡量方式上尚无共识。分类学标准是对这一问题的早期探索，提出于1980年代。这种方法通过计算一个高级分类单元内包含多少个科或属来衡量它的多样性和差异。其理论基础是，较高级的分类单元可以代表特定的形态创新。这种方法受到了广泛的批评，因为它所依赖的高级分类单元有许多是人为的非单系分类单元。但它为表型差异的进化提供了宝贵的见解，一些结论已经由后来的定量手段证实。
定量衡量表型差异的方法是使用形态空间，形态空间是一个涵盖分类单元内形态变化的多维空间。其具体的几何结构和数学意义取决于所使用的数学工具。
第一步是选择一些在不同分类单元间有所差异的特征，并用适当的“表型描述符”来描述它们。所有的表型特征都可以用来评估一个群体的差异性，但通常使用形态特征，因为它们比较容易获取。其次，使用选定的表型描述符构建一个形态空间。然后，使用一些衡量离散程度的统计学指标，如总极差或总方差，来描述该生物群体在形态空间中的离散性和分布。形态空间是一个多维空间，几乎不可能直接可视化，因此应使用主成分分析、主坐标分析、多维尺度分析或其他数学方法来降低形态空间的维度，从而将其投影到二维空间来可视化。